# أنخيالوس
أنخيالوس (Αγχίαλος) هي قرية في بلدية خالكيدونيا في ثيسالونيكي في مقاطعة فوريا إلادا في اليونان.
يبلغ عدد سكانها حوالي 1245  نسمة.